# Генеральный настоятель
Генеральный настоятель — обобщающее название главы католического монашеского ордена, конгрегации или общества апостольской жизни.
Термин «Генеральный настоятель» используется как общий, большинство католических орденов и конгрегации используют для своего главы другие названия, которые определяются уставом ордена.
- Генеральный министр или кустодий (тринитарии, францисканцы);
- Генеральный магистр (доминиканцы, регулярные каноники ордена Святого Креста, мерседарии);
- Генеральный настоятель (варнавиты, камиллианцы, редемптористы, паулины, гуанеллианцы);
- Генеральный приор (ассумпционисты, бонифратры, кармелиты, сервиты);
- Генеральный аббат (латеранские каноники, премонстранты, трапписты, цистерцианцы, бенедиктинцы);
- Генеральный препозит или пробст (редемптористы, театинцы);
- Генерал (иезуиты, второстепенные регулярные священнослужители, маристы, пассионисты, росминиане);
- Генеральный ректор (регулярные клерики Божией Матери, паллотинцы);
- великий ректор (например, салезианцы, облаты Девы Марии);
- модератор (конгрегация миссионеров Драгоценнейшей Крови Христовой).

В большинстве случаев существует промежуточный уровень иерархии между генеральным настоятелем ордена и настоятелями отдельных монастырей или общин, чаще всего — это глава провинции ордена, провинциал.